# Irrtumslexikon
Unter dem Begriff Irrtumslexikon (Plural: Irrtumslexika) lässt sich eine vor allem seit Mitte der 1990er Jahr häufige Sparte populärwissenschaftlicher Sachbücher zusammenfassen, die laut eigenem Anspruch weit verbreitete Fehlvorstellungen (beispielsweise Moderne Sagen) auflisten und diese korrigieren.

## Geschichte
Eines der ersten weit verbreiteten Verzeichnisse von Irrtümern in lexikalischer Form war im englischsprachigen Raum die Encyclopedia of Popular Misconceptions von Ferris Johnsen, die als Taschenbuch Anfang 1994 erschien.
Angelehnt an die Idee von Ferris Johnsen und namensgebend für die deutschsprachigen Ausgaben solcher Irrtumslexika war das 1996 im Eichborn-Verlag erschienene Lexikon der populären Irrtümer von Walter Krämer und Götz Trenkler. Es folgte eine Reihe weiterer Lexika zu einer Vielzahl von Themenbereichen. 1999 legte der Eichborn-Verlag das Lexikon der klassischen Irrtümer auf, aus dem hervorgeht, wann welche Wissenschaftler und Institutionen (angeblichen) Irrtümern aufgesessen sind. Ebenfalls im Jahre 1999 kam Das Lexikon der Fälschungen von Werner Fuld, ebenfalls bei Eichborn, heraus und erweiterte die Irrtümer um „Fälschungen, Lügen und Verschwörungen aus Kunst, Historie, Wissenschaft und Literatur“. Im Jahr 2000 folgte das Lexikon der Psycho-Irrtümer des Wissenschaftsjournalisten Rolf Degen im Eichborn-Verlag. Das Lexikon der Öko-Irrtümer von Dirk Maxeiner und Michael Miersch führte im Jahre 1999 zu Diskussionen, die auch im Wissenschaftsbetrieb Eingang fanden.
Die Titel Lexikon der Rechtsirrtümer (Ullstein Verlag, 2004) und Neues Lexikon der Rechtsirrtümer (Ullstein-Verlag, 2005) des Rechtsanwaltes Ralf Höcker wurden zu Bestsellern. Höckers zweites Werk löste im Sommer 2005 ein weltweites Medienecho aus, nachdem der Autor in einem Interview mit der britischen Zeitung The Guardian erstmals klarstellte, dass Touristen keinen Rechtsanspruch auf die Nutzung einer Sonnenliege erwerben, wenn sie sie mit einem Handtuch reservieren.
Im Zusammenhang mit Filmen wie Die Passion Christi und Bestsellern wie Sakrileg wurden auch Irrtumslexika mit biblischen Themen populär. Der evangelische Theologe Walter-Jörg Langbein nutzte seine Kenntnisse der alten Sprachen und der theologischen Sekundärliteratur zur Darstellung umstrittener Themen des Alten und des Neuen Testaments im Lexikon der biblischen Irrtümer und im Lexikon der Irrtümer im Neuen Testament.

## Kritik
Auffällig an den Sachbüchern ist, dass sie fast alle das Wort Lexikon im Titel tragen und eine alphabetische Ordnung aufweisen, die in den meisten Fällen gar nicht nötig wäre, da die Benennung der Irrtümer ohnehin willkürlich durch die Autorinnen und Autoren erfolgt.
Schon 2002 kritisierte Hans-Albrecht Koch in der NZZ  anlässlich der Herausgabe des Lexikons der populären Irrtümer, des Lexikons der Öko-Irrtümer und ähnlicher Werke, die Vielzahl der Lexika verstopfe die „Untergeschosse des Geistes“, womit er die „einfachere Kost“ meinte, die aber ohne ein Lexikon nicht mehr auskomme. Trotzdem wurde gerade das Lexikon der Öko-Irrtümer auch im Wissenschaftsbetrieb diskutiert und Wolf-Andreas Liebert von der Universität Koblenz-Landau widmete den Irrtumslexika in seinem ausführlichen Werk über Wissenstransformationen einen Exkurs: Wissenschaftskritik in Irrtumslexika.
Martin Rath sieht in der Kürze und Kurzweiligkeit der einzelnen Kapitel der Irrtumslexika den Hauptgrund für den Erfolg: „Auch erwachsene Menschen, die als Mediennutzer die Aufmerksamkeitsspanne eines koffeinabhängigen Kindergartenkindes zeigen, haben offenbar ein Interesse an populärwissenschaftlichen Auskünften. Darum boomt das Metier der "Irrtumslexika"“.

## Beispiele
Deutschsprachige Irrtumslexika:
- Werner Bartens: Lexikon der Medizin-Irrtümer. Eichborn, Frankfurt am Main 2004, ISBN 978-3-8218-3922-6.
- Werner Bartens: Das neue Lexikon der Medizin-Irrtümer. Noch mehr Vorurteile, Halbwahrheiten, fragwürdige Behandlungen. Eichborn, Frankfurt am Main 2006.
- Jürgen Brater: Lexikon der Sex-Irrtümer. 500 intime Richtigstellungen von Aufklärung bis Zungenkuss. Eichborn, Frankfurt am Main 2003.
- Rolf Degen: Lexikon der Psycho-Irrtümer. Piper, 2004, ISBN 978-3-492-24020-8 (375 Seiten).
- Oliver Ernst, Jan Claas Freienstein, Lina Schaipp: Populäre Irrtümer über Sprache. Reclam, Stuttgart 2011, ISBN 978-3-15-020238-8.
- Werner Fuld: Das Lexikon der Fälschungen. Fälschungen, Lügen und Verschwörungen aus Kunst, Historie, Wissenschaft und Literatur. Eichborn, Frankfurt am Main 1999.
- Markus Groll, Angela Mörixbauer: Die 50 größten Diätlügen. Die gängigsten Irrtümer rund um Kilos, Kalorien und Schlankheitskuren. Krenn, Wien 2005, ISBN 978-3-902351-65-4.
- Markus Groll, Hans Holdhaus, Angela Mörixbauer, Dietmar Schobel: Die 50 größten Fitnesslügen. Die gängigsten Irrtümer bei Sport und Ernährung. Krenn, Wien 2005, ISBN 978-3-902351-41-8.
- Markus Groll, Florian Holzer, Luzia Schrampf: Die 50 größten Weinlügen. Die gängigsten Irrtümer rund um Winzer, Weinkarten und Vinotheken. Krenn, Wien 2005, ISBN 978-3-902351-84-5 (143 Seiten).
- Bernd I. Gutberlet: Irrtümer und Legenden der deutschen Geschichte. Europa, Hamburg 2002.
- William Lewis Hertslet, Winfried Hofmann: Der Treppenwitz der Weltgeschichte. Geschichtliche Irrtümer, Einstellungen und Erfindungen. VMA, Wiesbaden 2008.
- Ralf Höcker: Lexikon der Rechtsirrtümer. Ullstein, Berlin 2004, ISBN 978-3-548-36659-3 (138 Seiten).
- Ralf Höcker: Neues Lexikon der Rechtsirrtümer. Ullstein, Berlin 2005, ISBN 978-3-548-36772-9.
- Ralf Höcker: Das dritte Lexikon der Rechtsirrtümer. Ullstein, Berlin 2008, ISBN 978-3-548-36992-1.
- Gabi Hoffbauer: Pillen, Kräuter, Heilsversprechen. Die größten Irrtümer in Schulmedizin und Naturheilkunde. Heyne, München 2008.
- Rainer Köthe: 120 populäre Irrtümer über Sonne, Mond und Sterne. Von funkelnden Fixsternen, kleinen grünen Männchen und dem unendlichen Universum. Kosmos, Stuttgart 2005, ISBN 3-440-10182-7.
- Denis Krämer, Walter Krämer, Götz Trenkler: Das digitale Lexikon der populären Irrtümer. Directmedia, Berlin 2003 (DVD-Box).
- Walter Krämer, Götz Trenkler: Lexikon der populären Irrtümer. 500 kapitale Missverständnisse, Vorurteile und Denkfehler von Abendrot bis Zeppelin. Piper, ISBN 978-3-492-24611-8 (410 Seiten).
- Walter Krämer, Götz Trenkler: Das Beste aus dem Lexikon der populären Irrtümer. Eichborn, Frankfurt am Main 2000.
- Walter-Jörg Langbein: Lexikon der Irrtümer im Neuen Testament. Von A wie Apokalypse bis Z wie Zölibat. Langen Müller, 2004, ISBN 978-3-7844-6020-8.
- Walter-Jörg Langbein: Lexikon der biblischen Irrtümer. Von A wie Auferstehung Christi bis Z wie Zeugen Jehovas. Aufbau-Verlag, 2007, ISBN 978-3-7466-8140-5 (364 Seiten).
- André Lorenz: Stimmt doch gar nicht! Die 1000 größten Irrtümer aller Zeiten. Weltbild, Augsburg 2007, ISBN 3-89897-706-4.
- André Meinunger: Sick of Sick? Ein Streifzug durch die Sprache als Antwort auf den »Zwiebelfisch«. Kadmos, Berlin 2008, ISBN 978-3-86599-047-1.
- Dirk Maxeiner; Michael Miersch: Lexikon der Öko-Irrtümer – Überraschende Fakten zu Energie, Gentechnik, Gesundheit, Klima, Ozon, Wald und vielen anderen Umweltthemen. Hrsg.: Eichborn-Verlag. Frankfurt/Main 1998, ISBN 3-8218-0586-2.
- Otto Neumaier (Hrsg.): Fehler und Irrtümer in den Wissenschaften. LIT, Wien 2007.
- Hans-Dieter Otto: Das Lexikon der Justizirrtümer. Skandalöse Fälle, unschuldige Opfer, hartnäckige Ermittler. Ullstein, 2003, ISBN 978-3-548-36453-7 (522 Seiten).
- Udo Pollmer et al.: Lexikon der Fitness-Irrtümer. Mißverständnisse, Fehlinterpretationen und Halbwahrheiten von Aerobic bis Zerrung. Eichborn, 2003, ISBN 978-3-8218-3943-1.
- Udo Pollmer, Susanne Warmuth: Lexikon der populären Ernährungsirrtümer. Missverständnisse, Fehlinterpretationen und Halbwahrheiten von Alkohol bis Zucker. Eichborn, 2007, ISBN 978-3-8218-5691-9.
- Christa Pöppelmann: 1000 Irrtümer der Allgemeinbildung. Compact, München 2006, ISBN 978-3-8174-5917-9.
- Christa Pöppelmann: Die neuen Irrtümer der Allgemeinbildung. Compact, München 2009, ISBN 978-3-8174-8118-7.
- Gerhard Prause: Niemand hat Kolumbus ausgelacht – Fälschungen und Legenden der Geschichte richtiggestellt. Econ, München 1966 (7., neubearb. u. erw. Aufl. ebenda 1988; bisher letzter Nachdruck ebenda 1996.).
- Reiner Ruffing: Kleines Lexikon wissenschaftlicher Irrtümer. Gütersloher Verlagshaus, Gütersloh 2011, ISBN 978-3-579-06566-3.
- Ulrich Schmid: 400 populäre Irrtümer über Pflanzen und Tiere. Von blühenden Algen, diebischen Elstern und singenden Seekühen. Kosmos, Stuttgart 2005, ISBN 3-440-10236-X.
- Klaus Waller: Lexikon der klassischen Irrtümer. Wo Einstein, die katholische Kirche und andere total daneben lagen. Piper, 2006, ISBN 978-3-492-24613-2 (292 Seiten).

Deutschland
- Wolfgang Stumph und Norbert Weiß: Sächsische populäre Irrtümer. Sonderausgabe: Ein Lexikon von A–Z. Bebra, 2007, ISBN 978-3-86124-610-7.

Österreich
- Horst Friedrich Mayer: Lexikon der populären Irrtümer Österreichs. Über 250 kapitale Missverständnisse, Vorurteile und Denkfehler. Deuticke, Wien 2001, ISBN 3-216-30579-1.
- Horst Friedrich Mayer: Das neue Lexikon der populären Irrtümer Österreichs. Weitere Missverständnisse, Vorurteile und Denkfehler. Deuticke, Wien 2002, ISBN 3-216-30652-6.
- Robert Sedlaczek, Sigmar Grüner: Lexikon der Sprachirrtümer Österreichs. Deuticke, Wien 2003, ISBN 978-3-216-40714-6.

Schweiz
- Franziska Schläpfer: Schweizer Lexikon der populären Irrtümer. Missverständnisse und Vorurteile von Alpenklübler bis Zwingli. Pendo, 2004, ISBN 978-3-85842-569-0 (272 Seiten).